# リトアニア・ソビエト社会主義共和国最高会議
リトアニア・ソビエト社会主義共和国最高会議（リトアニア・ソビエトしゃかいしゅぎきょうわこくさいこうかいぎ、リトアニア語: Lietuvos Tarybų Socialistinės Respublikos Aukščiausioji Taryba、ロシア語: Верховный Совет Литовской Советской Социалистической Республики）は、リトアニア・ソビエト社会主義共和国の立法府たる最高会議である。

## 機構
ソビエト連邦による1940年のバルト諸国占領に際し、同年8月に人民セイマスは自身を暫定的な最高会議であると宣言した。その綱領は、4年（後には5年）ごとの改選、憲法・法律・条約の制定・改正・批准、そして閣僚会議職員の任命権が定められるなど、近代的かつ民主的なものであった。しかし実際の選挙においては、最高会議に与えられた実権は非常に限られており、その役割はリトアニア共産党の指令を追認するものに過ぎなかった。

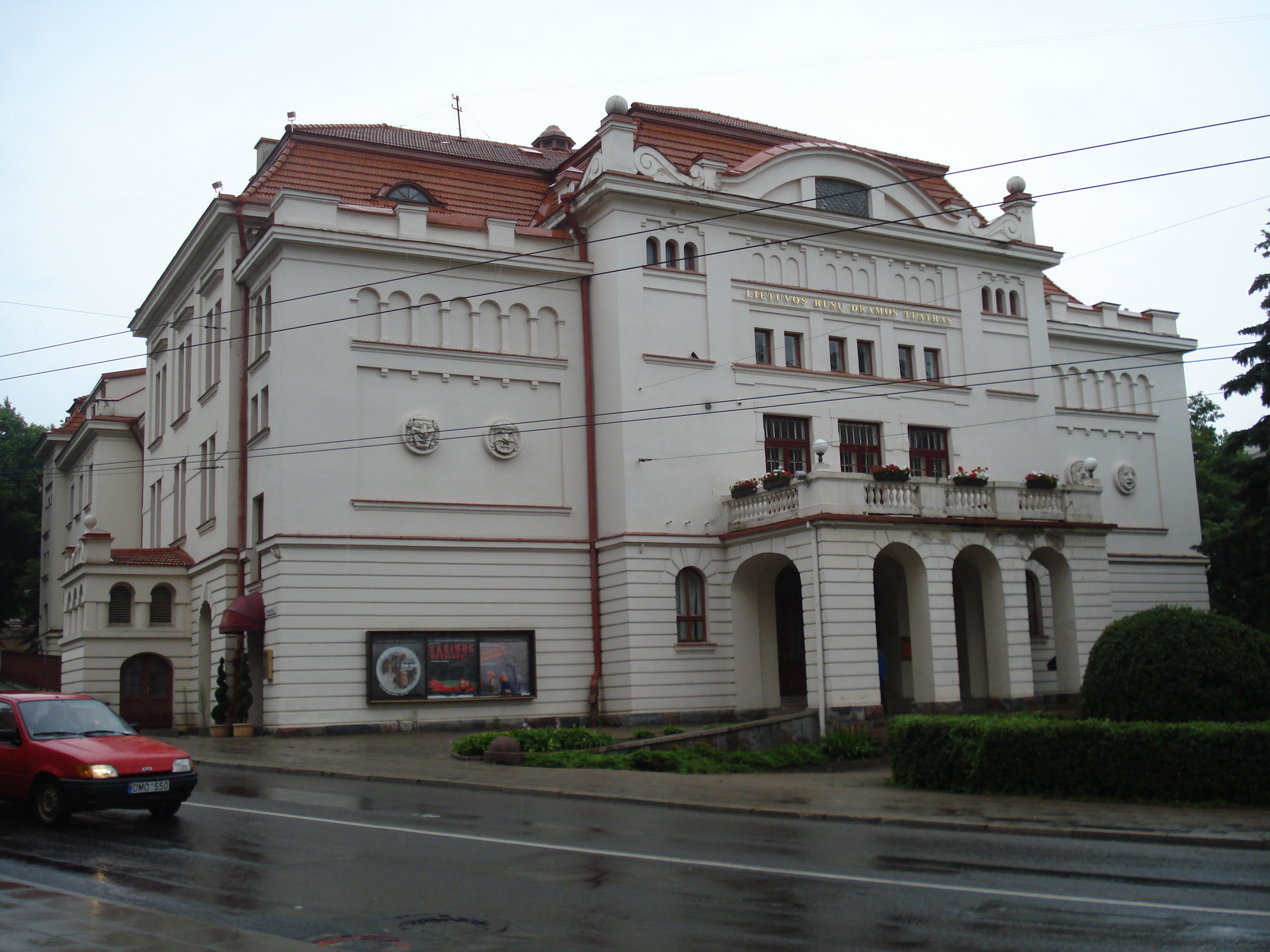
1947年から1981年まで会議が開かれたリトアニア・ロシア劇場

リトアニア最高会議の組織と機能にはソビエト連邦最高会議のものが流用されていた。会議は2年ごとに数日間のみ開催され、決議はさしたる議論もなされないままに全会一致で出された。1981年に専用のセイマス・パレスが完成するまでは、最高会議は同じくヴィリニュスの
リトアニア・ロシア・ドラマ劇場で招集されていた。ソビエト連邦の崩壊までに招集された会議は、1947年2月、1951年1月、1955年2月、1959年3月、1963年3月、1967年3月、1971年6月、1975年6月、1980年2月、1985年2月、1990年2月の11回であった。
| 代議員の社会集団ごとの割合 | 代議員の社会集団ごとの割合 | 代議員の社会集団ごとの割合 | 代議員の社会集団ごとの割合 | 代議員の社会集団ごとの割合 |
| 年度                       | 1967                       | 1971                       | 1975                       | 1980                       |
| -------------------------- | -------------------------- | -------------------------- | -------------------------- | -------------------------- |
| 代議員数                   | 290                        | 300                        | 320                        | 350                        |
| ソ連共産党員               | 67%                        | 68%                        | 67%                        | 67%                        |
| 工場労働者                 | 51%                        | 50%                        | 50%                        | 50%                        |
| 女性                       | 32%                        | 32%                        | 34%                        | 35%                        |
| 青年代表                   | 11%                        | 17%                        | 20%                        | 20%                        |
| 高等教育経験者             | 42%                        | 45%                        | 48%                        | 51%                        |
| 再選議員                   | 31%                        | 31%                        | 33%                        | 30%                        |

最高会議が招集されていない期間にはその幹部会が最高会議の役割を代行し、代議員は4年ごと（1975年からは5年ごと）に改選された。すべての代議員候補者は事前に共産党の承認を得ていなければならず、また代議員の構成割合も社会集団ごとに予め決定されていた（例えば、女性は代議員全体の3分の1、工場労働者は半分とされていた）。公式発表では1947年度の代議員選挙投票率は97.91パーセントに達しており、1990年の選挙を除いては他の選挙も同様に開催されていた。代議員1人は1万人の人口を代表するものとされており、これによって1947年には180人であった代議員数は、1980年には350人まで増加した。

## 要職
最高会議の常設機関であった幹部会の議長は、法律上は国家元首の地位にあった。議長と2人の副議長、そして他の13人からなる幹部会は、第1回会議において選出され、その権限は条約の批准や法の改正までに及ぶ強力なものとされていた。しかし実際には、最高会議幹部会は共産党の意向に対して形式的に承認を与えるだけの存在に過ぎず、事実上の国家元首はリトアニア共産党第一書記であった。
| 氏名                                | 就任           | 離任           |
| ----------------------------------- | -------------- | -------------- |
| ボレスロヴァス・バラナウスカス (lt) | 1940年8月25日  |                |
| フェリクサス・ビエリャウスカス (lt) | 1951年4月26日  | 1955年3月16日  |
| ヴラダス・ニュンカ                  |                | 1963年4月18日  |
| アンタナス・バルカウスカス          | 1963年4月18日  | 1975年12月24日 |
| リンガウダス・ソンガイラ            | 1975年12月24日 | 1981年6月19日  |
| リョンギナス・シェペティース        | 1981年6月19日  | 1990年3月10日  |
| ヴィータウタス・ランズベルギス      | 1990年3月11日  | 1990年3月11日  |

| 氏名                             | 就任           | 離任           |
| -------------------------------- | -------------- | -------------- |
| ユスタス・パレツキス             | 1940年8月25日  | 1967年4月14日  |
| モティエユス・シュマウスカス     | 1967年4月14日  | 1975年12月24日 |
| アンタナス・バルカウスカス       | 1975年12月24日 | 1985年11月18日 |
| リンガウダス・ソンガイラ         | 1985年11月18日 | 1987年12月7日  |
| ヴィータウタス・アストラウスカス | 1987年12月7日  | 1990年1月15日  |
| アルギルダス・ブラザウスカス     | 1990年1月15日  | 1990年3月11日  |

## 末期
ペレストロイカとグラスノスチが開始された1988年から、最高会議はリトアニア人たちがソビエト連邦からの独立を獲得するための法的な戦場となった。同年10月17日から18日にかけての第10回会議でも激論が交わされ、内容がテレビ放映されるなど注目を集めた。最高会議はもはや共産党の指令に従わず本来の役割を取り戻し、政治権力は共産党中央委員会から最高会議へと移った。約100人の保守派代議員が会議をボイコットし、また他の者は政治的未熟さから盲目的に幹部会の指示に従うなど、改革は難航した（例えば、カジミラ・プルンスキエネに対する副首相選での信任投票の際、秘密投票では100の反対票があったものが、公開で再投票を行った際には反対票は0となり、棄権票も僅かしか発生しなかった）。
しかし1年半後には、最高会議は戦間期に使用されていたリトアニアの国章と国歌を復活させ、ソ連法に対するリトアニア法の優位を宣言し、さらに集団農場の解体も決定した。1940年の祖国占領についての調査と批判が始まり、信教の自由や国籍法、真に民主的な選挙法の制定により、代議員数を141にまで削減し、共産党の一党独裁を廃止することが定められた。1990年2月の選挙では初めて複数政党制が実現し、ソ連からの独立賛成派であるサユディスは141議席中96議席を獲得した。そして3月11日にはリトアニア国家再建法案を賛成124票、棄権6票、反対なしで可決し、リトアニアのソ連からの独立は達成された。

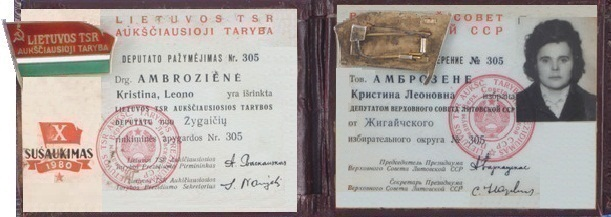
代議員の身分証